# 卡博特公司
卡博特公司（Cabot Corporation）是一家特殊化工與應用材料公司，於1882年成立，總部位於美國麻薩諸塞州的波士頓，其產品業務範圍涵蓋四大類：碳煙、特種流體、超級金屬、金屬氧化物等。

## 歷史
1880年代時，碳煙早就被廣泛應用於報紙及雜誌的印刷油墨，以及新興的汽車工業使用的輪胎與其他橡膠製品。高弗瑞·卡博特（Godfrey Lowell Cabot）於1882年申請「碳煙製造設備」的專利，並創建高弗瑞卡博特公司（Godfrey L. Cabot, Inc.，為卡博特公司之前身）。到了1890年，卡博特公司已經成為全美第四大碳煙製造廠。

## 產品範圍
卡博特公司的主要產品包含：
1. 碳煙：橡膠用碳煙、特殊碳煙
2. 氣凝膠
3. 母料（masterbatch）：顏料、添加劑濃縮液
4. 超級金屬：鉭、鈮
5. 二氧化矽、氧化鋁
6. 特種流體：石油業使用的甲酸銫鑽井流體、完井液
7. 噴墨色漿
8. 超微粒粉末

## 批評與非議

### 環境汙染
山姆·博德曼（Sam Bodman）曾於1987年至2000年間出任卡博特公司的執行長，隨後於2004年被當時的美國總統布希任命為能源部部長。不過根據《赫芬頓郵報》（The Huffington Post）記者傑生·利奧波德（Jason Leopold）2005年9月29日的撰文指出，在博德曼任內的卡博特公司是全美最大的污染者，每年排放6萬英噸的毒霧。

### 在非洲採礦
為了響應聯合國安全理事會之文件（編號S/2001/357），卡博特公司於2008年8月公開聲明將於非洲採礦這份聲明稿概括了該公司的鉭礦來源原為加拿大、莫桑比克和澳大利亞，雖然他們宣布在非洲開採，但將防止自剛果共和國、剛果民主共和國、贊比亞、蒲隆地及盧旺達等國家非法開採鉭礦。

### 無衝突精煉廠審查委員會
由全球30多個大型電子、電氣產品製造商所組成的電子行業公民聯盟（Electronic Industry Citizenship Coalition，縮寫成EICC）及全球永續議題e化倡議組織（Global e-Sustainability Initiative，縮寫成GeSI）合組的「無衝突精煉廠審查委員會」（Conflict-Free Smelter Review Committee，專門審查各製造商的原料是否來自無衝突國家地區的獨立第三方機構）審查卡博特的鉭原料，結果於2010年12月認定合乎其核准協議；該組織評估了卡博特位於美國賓夕法尼亞州波依爾鎮（Boyertown）與日本會津的製造地點。

## 卡博特在中國
卡博特公司於2005年進軍中國市場，於上海市設立亞太地區總部，轄下共有四家製造廠：
- 亞太區總部：上海市閔行區雙柏路558號
- 卡博特高性能材料（天津）有限公司：天津市天津經濟技術開發區化學工業園瑤山路1號
- 卡博特化工（天津）有限公司：天津市天津經濟技術開發區化學工業園瑤山路1號
- 上海卡博特化工有限公司：上海市閔行區雙柏路558號
- 卡博特藍星化工（江西）有限公司：江西省九江市永修縣星火工業園

## 內部連結
- 碳煙

## 外部連結
- 中國官方網站
- （英文）美國官方網站 （页面存档备份，存于）
- （日語）日本官方網站